# Zygomaera emarginata
Zygomaera emarginata is een vlokreeftensoort uit de familie van de Maeridae. De wetenschappelijke naam van de soort is voor het eerst geldig gepubliceerd in 1975 door Griffiths.